# Mona Haskel

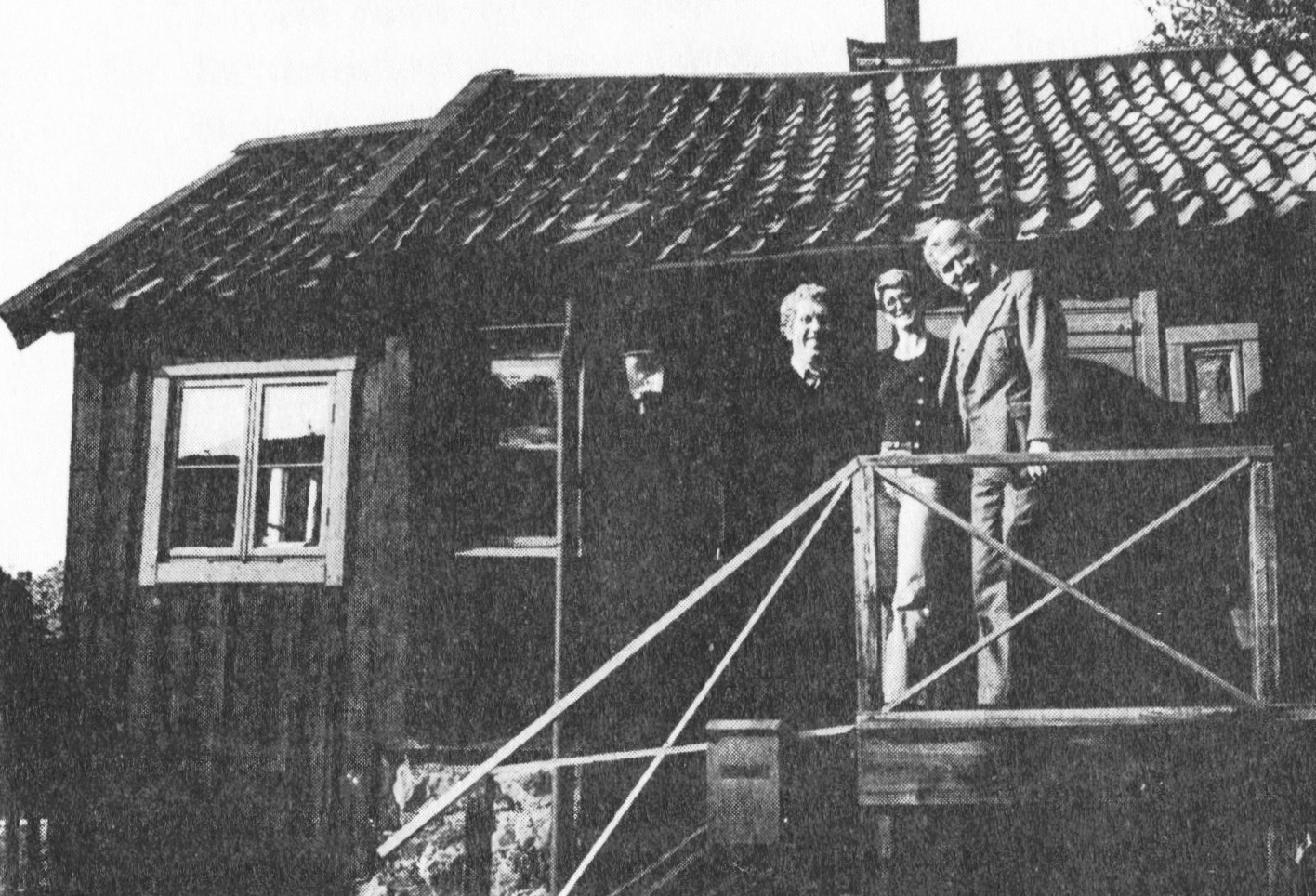
Tage Danielsson, Mona Haskel och Hans Alfredson på trappan till Svenska Ords skrivstuga, tidigt 1960-tal.

Mona Margareta Haskel, född 17 augusti 1935 i Växjö, död 13 mars 2021 i Hedvig Eleonora församling i Stockholm, var en svensk scripta, regiassistent och inspelningsledare. Hon var under många år Hans Alfredsons och Tage Danielssons samarbetspartner.

## Biografi
Mona Haskel var på 1950-talet anställd på AB Radiotjänst och bland annat Tage Danielssons sekreterare. När Tage Danielsson och Hans Alfredson 1961 startade sitt gemensamma företag AB Svenska Ord i en liten 1700-talsstuga på Södermalm – Svenska Ords skrivstuga – erbjöd de Mona Haskel att bli deras och företagets sekreterare. Vid årsskiftet 1963 flyttade hon sin arbetsplats in i skivstugan och ett tidigare vedförråd blev hennes kontor med utsikt över Renstiernas gata. Ungefär samtidigt gifte hon sig med TV-producenten Karl Haskel som AB Svenska Ord kom att ha ett omfattande samarbete med. 
Mona Haskel blev Svenska Ords ”allt-i-allo” och en av tre fast anställda på företaget. De båda andra var hennes chefer Tage Danielsson och Hasse Alfredson. Den lilla skrivstugan klarade inte fler personer, tyckte Hasse och Tage skämtsamt. Haskel skötte inte bara företagets skrivarbete och bokföring utan jobbade även med Danielsson och Alfredson som scripta. Hon var även scripta vid inspelningen av några Jönssonliganfilmer. Hennes sista film som scripta var Hans Alfredsons kortfilm från 1996 Älvakungen dyker upp där hon även var regiassistent.
Mona Haskel är gravsatt i minneslunden på Galärvarvskyrkogården i Stockholm.

### Scripta
- Älvakungen dyker upp (1996)
- Jönssonligan på Mallorca (1989)
- Vargens tid (1988)
- Jim och piraterna Blom (1987)
- Jönssonligan dyker upp igen (1986)
- På villande hav (1986)
- Falsk som vatten (1985)
- Ronja Rövardotter (1984)
- P & B (1983)
- Den enfaldige mördaren (1982)
- SOPOR (1981)
- Picassos äventyr (1978)

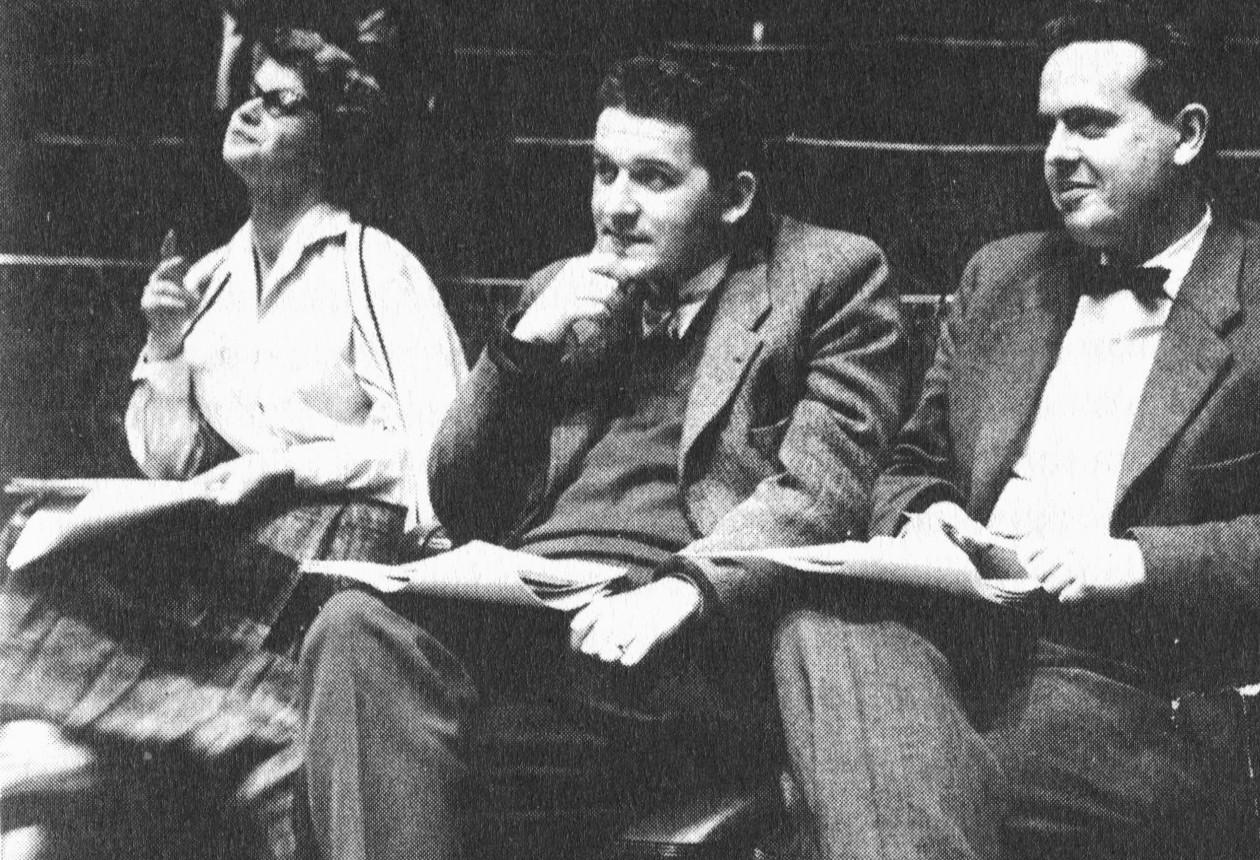
Mona Haskel, Hans Alfredson och Jörgen Cederberg i Karlaplansstudion.

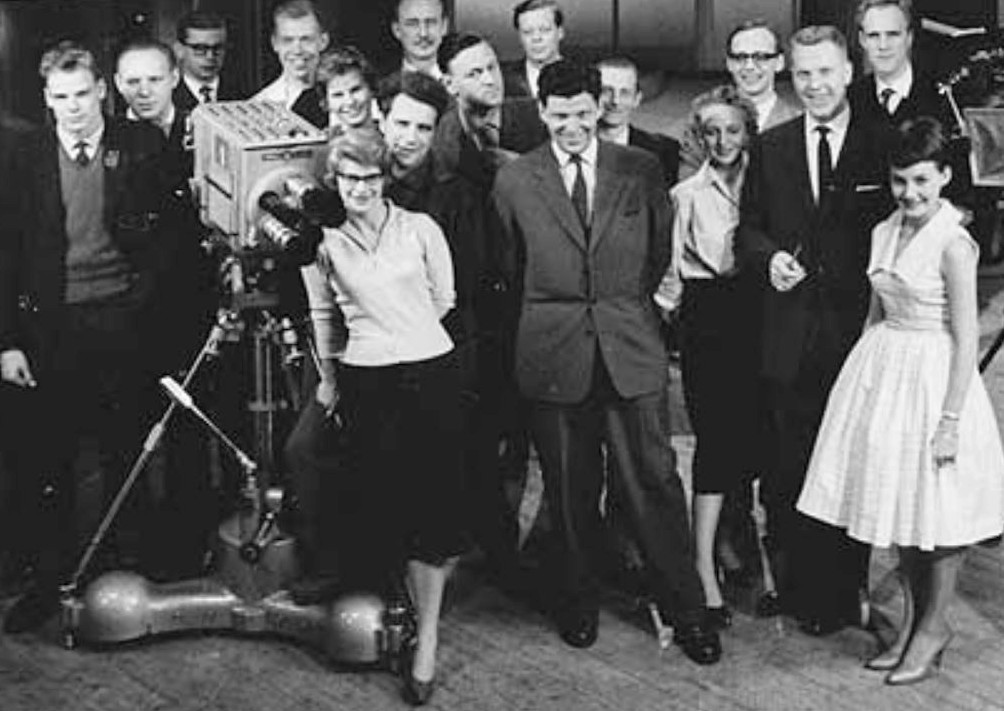
Från en inspelning av "Kvitt eller dubbelt" 1959. Till höger om kameran: Mona Haskel, scripta och Nils Erik Bæhrendtz, programledare lite längre åt höger står Tage Danielsson.

- Släpp fångarne loss - det är vår! (1975)
- Ägget är löst! (1975)
- Mannen som slutade röka (1972)
- Äppelkriget (1971)
- I huvet på en gammal gubbe (1968)
- Lådan (1968)
- Att angöra en brygga (1965)
- Svenska bilder (1964)